# Габчак Іван Миколайович
Іва́н Микола́йович Габча́к (1992—2014) — лейтенант Збройних сил України учасник російсько-української війни.

## Життєпис
Народився 1992 року в селі Уличне Дрогобицького району Львівської області. 2009 року закінчив ЗОШ села Уличне; відтоді — в Збройних Силах України. У червні 2014 року закінчив Львівську академію Сухопутних військ Збройних Сил України — за спеціальністю «комплекси, прилади та пристрої артилерійської розвідки».
Командир взводу звукометричної розвідки, 55-а окрема артилерійська бригада. Загинув 29 серпня під час виходу з оточення поблизу Іловайська. За розповіддю очевидця, вантажівка ЗІЛ, у якій їхали в колоні лейтенанти Іван Габчак, Дмитро Севостьянчик і солдат Михайло Васін (за кермом), під обстрілами заглухла. Васін помер в машині від поранень, Севостьянчик вистрибнув з машини. Габчак, з двома пробитими ногами, доповз до кукурудзяного поля.
Похований 5 вересня 2014 року в селі Уличне Дрогобицького району Львівської області.
Вдома залишилися батьки — Микола Петрович і Марія Василівна, сестра та невтішна кохана.

## Нагороди та вшанування
За особисту мужність і героїзм, виявлені у захисті державного суверенітету та територіальної цілісності України, вірність військовій присязі під час російсько-української війни, відзначений — нагороджений
- орденом Богдана Хмельницького III ступеня (31.10.2014, посмертно)
- орденом «За заслуги перед Запорізьким краєм» (14.03.2016, посмертно)[2]
- 4 квітня 2015 року в Уличненській СЗШ І—ІІІ ст. відкрили меморіальну дошку на честь загиблого в зоні АТО Івана Габчака[3].
- Іловайський Хрест (посмертно)
- Його портрет розміщений на меморіалі «Стіна пам'яті полеглих за Україну» в Києві: секція 3, ряд 4, місце 34
- Вшановується 29 серпня на щоденному ранковому церемоніалі вшанування українських захисників, які загинули цього дня в різні роки внаслідок російської збройної агресії[4]